# San Agustin, Romblon

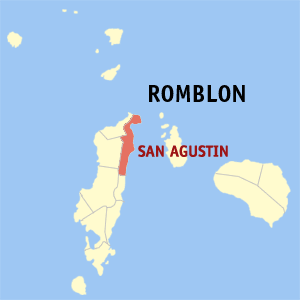
Bản đồ Romblon với vị trí của San Agustin

San Agustin là một đô thị hạng 4 ở tỉnh Romblon, Philippines. Theo điều tra dân số năm 2000, đô thị này có dân số 21.643 người trong 4.275 hộ.

## Barangay
San Agustin được chia thành 15 barangay.
- Bachawan
- Binongaan
- Buli
- Cabolutan
- Cagboaya
- Camantaya
- Carmen
- Cawayan
- Doña Juana
- Dubduban
- Hinugusan
- Lusong
- Mahabangbaybay (Long Beach)
- Poblacion
- Sugod